# Storwood
Storwood är en by i civil parish Cottingwith, i distriktet East Riding of Yorkshire, i grevskapet East Riding of Yorkshire, i England. Byn är belägen 16 km från Market Weighton. Storwood var en civil parish 1866–1935 när blev den en del av Cottingwith. Civil parish hade 63 invånare år 1931.